# Paphiopedilum glanduliferum
Paphiopedilum glanduliferum é uma espécie de orquídea (Orchidaceae) do Sudeste Asiático.